# Hrvat (London)
Hrvat je bio hrvatski emigrantski list.
Izlazio je u Londonu, a prvi broj je izašao 1948.
U impresumu je stajao da je glasilom Družtva Hrvata u Velikoj Britaniji.

## Vanjske poveznice
- Bibliografija Hrvatske revije  Arhivirana inačica izvorne stranice od 20. lipnja 2006. (Wayback Machine) Hrvat, glasilo Hrvata u Vel. Britaniji